# ناوشکن (فیلم ۱۹۴۳)
ناوشکن (انگلیسی: Destroyer) فیلمی به کارگردانی ویلیام ای. سایتر است که در سال ۱۹۴۳ منتشر شد. از بازیگران آن می‌توان به ادوارد جی. رابینسون و گلن فورد اشاره کرد.